# Tony Dunne
Anthony Peter Dunne (Dublín, 24 de julio de 1941-8 de junio de 2020) fue un futbolista irlandés que jugaba como lateral izquierdo. Fue 33 veces internacional con la selección de fútbol de Irlanda entre 1962 y 1975.
Falleció a los setenta y ocho años el 8 de junio de 2020.

## Trayectoria

### Shelbourne
Dunne jugó para Shelbourne F.C. entre 1958 a 1960, donde el equipo ganó la FA Youth Cup en 1959 y al año siguiente la FAI Cup, venciendo a Cork Hibernians F.C. por un 2-0 en la final.

### Manchester United
Una semana después de la final, fue fichado por Manchester United F.C. por £5,000. Debutó el 15 de octubre de 1960 contra Burnley F.C.. Ganó la FA Cup 1962-1963, la Football League First Division de 1964-65 y 1966-67 y la Liga de Campeones de la UEFA de 1967-68, ganándole en la final al Benfica en un 4-1. En el equipo jugó 535 partidos, pero solo anotó dos goles.

### Bolton Wanderers y Detroit Express
A inicios de la temporada 1973-74, fue fichado por los Bolton Wanderers F.C.. Ganó la temporada 1977-78 en la Football League Second Division.
En 1979 se unió a Detroit Express y jugó en la North American Soccer League.

## Selección nacional
En 1962 hizo su debut internacional ante una derrota en casa contra Austria por 3-2. Durante 13 años jugó 33 partidos como defensa y centrocampista. Fue capitán en cuatro ocasiones.

## Clubes

### Como jugador
| Año       | Club                    | Partidos | Goles |
| --------- | ----------------------- | -------- | ----- |
| 1958-1960 | Shelbourne F. C.        | 18       | 1     |
| 1960-1973 | Manchester United F. C. | 535      | 2     |
| 1973-1979 | Bolton Wanderers F. C.  | 170      | 0     |
| 1979      | Detroit Express         | 12       | 0     |
| Total     |                         | 735      | 3     |

## Palmarés

### Torneos nacionales
| Título             | Club              | País       | Año     |
| ------------------ | ----------------- | ---------- | ------- |
| FAI Cup            | Shelbourne FC     | Irlanda    | 1960    |
| FA Cup             | Manchester United | Inglaterra | 1962/63 |
| First Division     | Manchester United | Inglaterra | 1964/65 |
| Charity Shield     | Manchester United | Inglaterra | 1965    |
| First Division     | Manchester United | Inglaterra | 1966/67 |
| Charity Shield     | Manchester United | Inglaterra | 1967    |
| FL Second Division | Bolton Wanderers  | Inglaterra | 1977/78 |

### Torneos internacionales
| Título         | Club              | Sede    | Año     |
| -------------- | ----------------- | ------- | ------- |
| Copa de Europa | Manchester United | Londres | 1967-68 |